# ガブリエレ・ミュンター
ガブリエレ・ミュンター（Gabriele Münter, 1877年2月19日 - 1962年5月19日）はおもにドイツで活躍した表現主義の女流芸術家で、ミュンヘン新芸術家協会及び青騎士のメンバー。絵画に加えて版画による創作活動もした。また、ヴァシリー・カンディンスキーのパートナーとしても知られる。彼女はカンディンスキーの作品のかなりの部分を第二次世界大戦中から戦後にかけて災難から守り、後には青騎士の芸術家仲間の作品と自分自身の作品とを広く一般に公開した。

## 生涯

### 両親

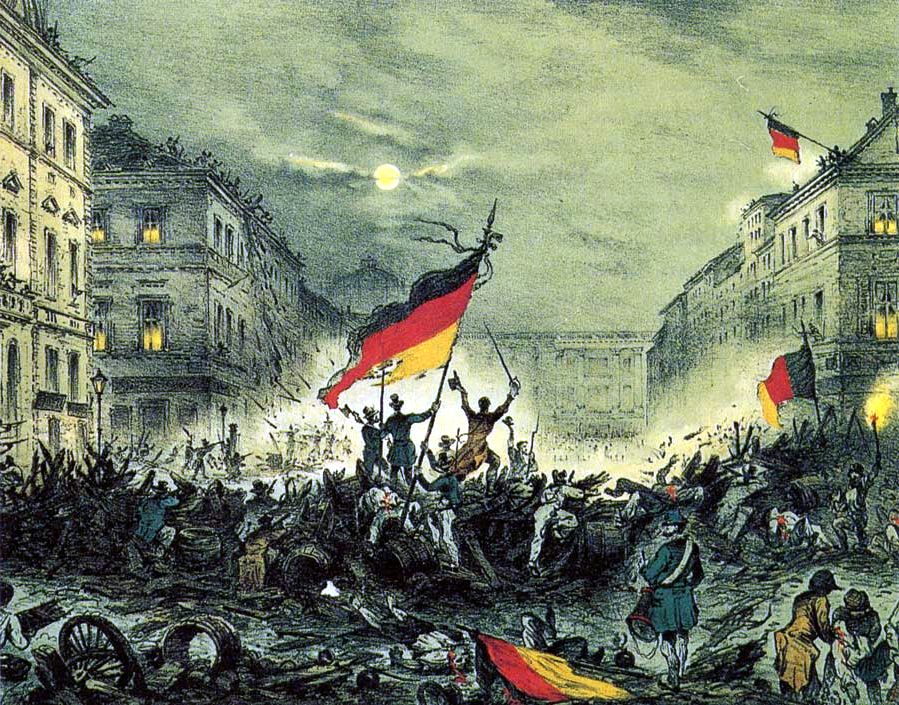
ドイツ3月革命（1848年）

ガブリエレの父カール・ミュンターはヴェストファーレンの商人で牧師の家庭出身であった。しかし1848年革命に参加した彼は、その政治思想を危険視した家族の手でアメリカに追いやられた。彼はアメリカで歯科医師として生活を営み、10年たたないうちに裕福な身分となってドイツ人女性ヴィルヘルミーネ・ショイバーと結婚した。だが、自由を愛した夫妻は、南北戦争の嵐吹き荒れる政情不安の合衆国を去り、ベルリンのウンター・デン・リンデンにある大きな屋敷に移った。以下、本項で扱うガブリエレ・ミュンターを指してミュンターと記す。

### 幼少期から青年期(1877-1900)
ガブリエレ・ミュンターは1877年2月19日、3子の末っ子としてベルリンに生まれた。一家は一年の後にヴェストファーレン地方のヘアフォルトへ、そしてその後コブレンツへと引っ越した。馬術、スケート、ダンス、サイクリングに熱中して過ごした子供時代の記憶はミュンターの心に色濃く残った。また彼女は音楽を好み、楽譜を読み、聴き、演奏して楽しんだ。数曲の歌曲も作曲している。1886年、父が他界。学校時代からすでに芸術的才能を示していた彼女は、兄コンラートの勧めもあって1897年春にはデュッセルドルフにある女子芸術学校の門をたたいた。当時は国立芸術院 への道は女性に閉ざされていたのである。彼女はしかし、自身の芸術的才能を開花させるためというよりむしろ絵画技法を身につける目的で絵の勉強を始めたのであった。 同年11月には母も亡くなり、勉強を一時中断しなければならなかったが、学校に退屈していた彼女はむしろこの機会を前向きにとらえた。両親の残した金銭的遺産に依ることなく、翌1898年彼女は姉とともにアメリカに住む親類のもとを訪ねた。二年にわたるアメリカ旅行で彼女たちは、ミズーリ、アーカンソー、そしてテキサスを訪れた。ミュンターは旅の様子を、たくさんの印象深い写真で克明に記録している。また人物や風景、植物を数多くデッサンした。1900年10月、ミュンターはコブレンツに戻った。

### 画家修業と、カンディンスキーとの出会い(1901)

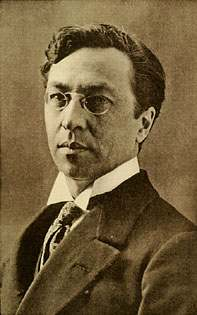
ヴァシリー・カンディンスキー

1901年、ミュンターはミュンヘンへ移った。しかしこのとき、その地でも女性はまだ公の芸術院への入学を許されていなかった。それゆえミュンターは画家修業を女流芸術家協会の付属画学校初級教室でつづけ、同年冬にヴィルヘルム・フュスゲンとヴァルデマル・ヘッカーによる小さな、しかし進歩的な芸術学校「ファランクス」に移った。そこではカンディンスキーも教鞭をとっていた。この学校においてミュンターは、アンジェロ・ヤンクのクラスでモデルによる肖像デッサンを6ヵ月間学ぶが、その修業期間が終わる前に裸体画のクラスに進み、ついでヴィルヘルム・フュスゲンの彫刻教室へ移った。彼のもとで学んだ後、ミュンターは裸体画教室夜間部に通い、そしてカンディンスキーの絵画教室へと移る。カンディンスキーとの出会いはミュンターの人生を大きく方向づけた。彼女はカンディンスキーのもとで初めて、芸術が技能とは性格を異にする何者かであることを悟り、画家の内面的精神をフォルムによって絵画に表現することを学んだのである。

### カンディンスキーとの恋愛(1902-1916)

#### 恋愛と旅行(1902-1908)
1902年夏、オーバーバイエルン地方コッヘルでのカンディンスキーによる夏季講習に参加。ミュンターは野外でたくさんの風景習作を制作したり、カンディンスキーとともに周辺をサイクリングしたりした。1903年、ファランクス・グループの芸術学校はオーバープファルツ地方のカルミュンツに移る。同年夏にはカンディンスキーの夏季講習会に再び参加し、風景をモティーフとしたペインティング・ナイフによる油彩の習作をはじめて制作した。またミュンターは木版画技術においても才能を示した。彼女とカンディンスキーとの関係は深くなり恋愛に発展し、婚約にまでいたった。しかしこのときカンディンスキーは法的にはまだ他の女性と結婚状態にあった。彼らの恋愛関係は、画学校の他の生徒には隠されていた。カンディンスキーは一年間彼女の教師をつとめ、その後学校は閉鎖したが彼はその地に留った。1911年までカンディンスキーは他の女性との結婚を維持したままであったにもかかわらず、ミュンターはこの恋人としばしば同棲生活を送った。これは20世紀初頭におけるドイツの女性としては大胆な行動だった。1904年以降彼女は幾度も彼とともに旅行した。これは、当時カンディンスキーは妻のアーニャ・セミヤキンとミュンヘンに住んでおり、ミュンターとともに過ごすためにはミュンヘンから離れる必要があったのである。1904年、オランダに4週間滞在する。翌1905年初頭には数カ月チュニスへ旅行、二人は街の中で制作にいそしんだ。このときミュンターは、カンディンスキーの下図を基に真珠を縫いこんだ刺繍を制作している。その後二人はイタリアを経由して帰欧、ドイツ国内を美術研究のために短期間旅行したのち、11月にラパッロへ旅立ち数ヶ月滞在した。ここでも彼らは、ペインティング・ナイフを用いた風景の習作や大判の静物画を数点描いた。1906年6月から約1年間、パリ近郊のセーヴルに滞在。ここでミュンターはデッサン教室に通ったり、また後期印象主義的な油彩の習作を多く制作した。1907年春、ミュンターはサロン・デ・ザルティスト・ザンデパンダンに絵画を6点出品する。これは彼女にとって初めての機会であった。秋にはサロン・ドートンヌに木版画やリノリウム版画をいくつか送っている。年末から翌1908年4月まで二人はベルリンに住んだ。この年、ケルンのサロン・レノーブレが64点のミュンターの絵画作品を展示、同じころボンでは彼女の全版画作品が展示された。南チロルへの旅行ののち、彼らは再びミュンヘンに住むことを決めた。同年の夏を二人は、画家仲間のアレクセイ・フォン・ヤウレンスキー、マリアンネ・フォン・ヴェレフキンとともに田舎町ムルナウで過ごした。このムルナウという町はバイエルン州に位置し、アルプス山脈を背にした丘陵地帯に佇み市が立つ、絵のようなところであった。自然の中や街に出て皆で集中的に制作を行い、この地でミュンターは表現主義的色彩へと至る確かな一歩を踏み出した。
- ヴァシリー・カンディンスキー「ガブリエレ・ミュンターの肖像」1905年，ミュンヘン市立レンバッハハウス美術館蔵

#### ミュンヘン時代(1909-1915)
1909年1月、カンディンスキーを会長にミュンター、ヤウレンスキー、ヴェレフキンを創立会員として「ミュンヘン新芸術家協会」が発足した。年末に行われた新芸術家協会第一回展にはミュンターの油彩10点と木版画11点が展示された。

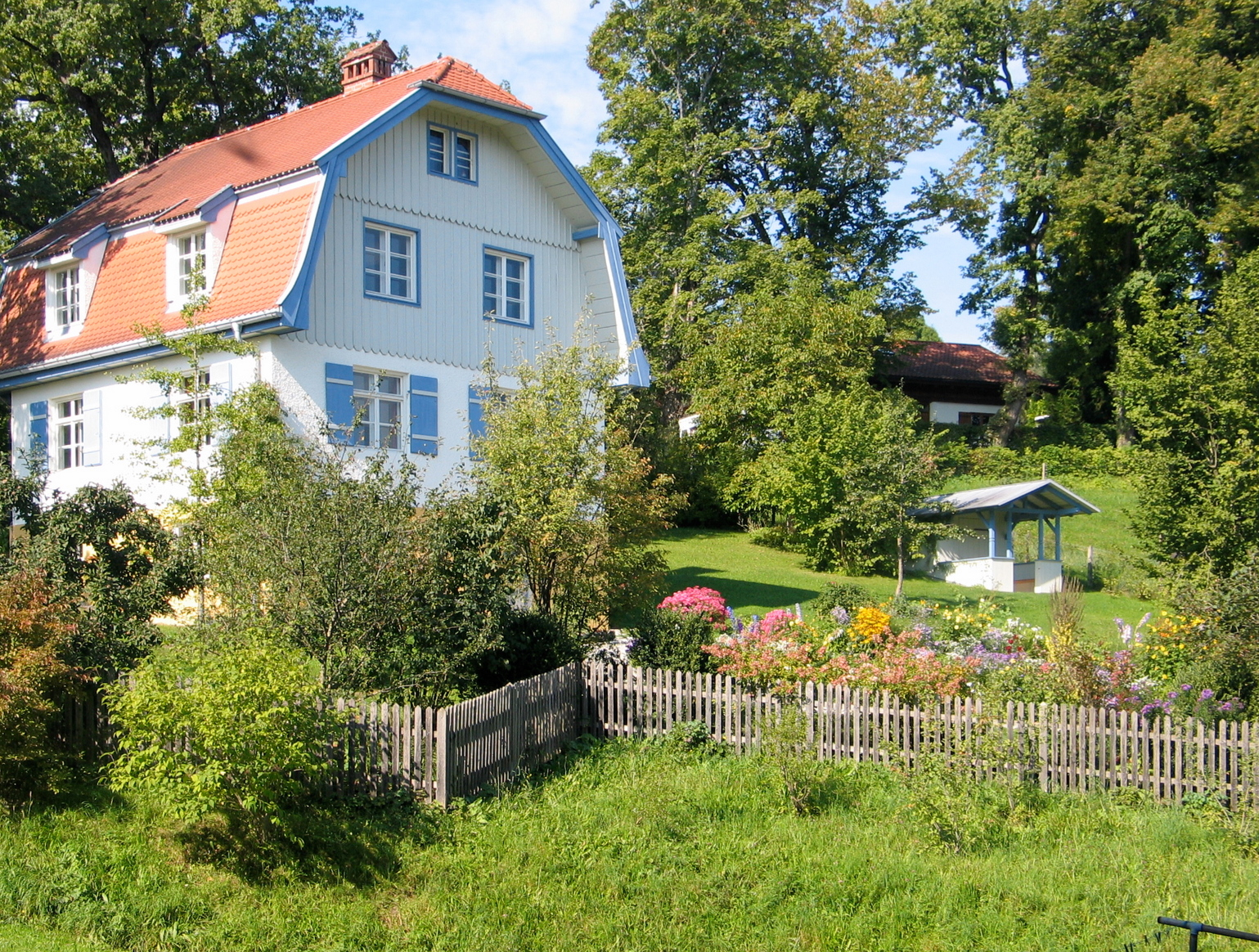
ミュンターの家(ムルナウ)

この年彼女はムルナウに家を購入、翌年以降彼女は毎夏数か月をここでカンディンスキーとともに過ごし、たくさんのミュンヘン前衛画家を迎えた。そこに滞在したのはマリアンネ・フォン・ヴェレフキン、アレクセイ・フォン・ヤウレンスキー、アドルフ・エルプスレーらであり、後にはフランツ・マルク、アウグスト・マッケも住み、そして作曲家のアルノルト・シェーンベルクもまた時折そこで過ごした。この様にカンディンスキーを中心とした前衛芸術家が集った彼女の家はムルナウの人々から「ロシア人の家」と呼ばれた。
1910年の新芸術家協会第二回展は、ブラックやピカソ、ルオーといった特にフランスの国際的な芸術家の参加を得て開かれた。翌1911年、協会内の対立からメンバーの間に分裂がおこり、カンディンスキーやミュンター、フランツ・マルクが脱会する。彼らは「青騎士」という若い芸術家集団の中核を成した。青騎士共同の展覧会を通してミュンターは初めて大きな芸術的成果を体験した。第一回青騎士展が開かれたのは、その年12月のことであった。
1912年2月、青騎士第二回展が開催された。この年のアンデパンダン展（パリ）にミュンターは絵画2点を出品している。
1913年1月にはベルリンのシュトゥルム画廊で、ミュンター初の回顧展が行われ、84点の絵画が並べられた。
1914年に第一次世界大戦がはじまると、敵国人とのレッテルが貼られたカンディンスキーは祖国ロシアに戻ることを考え始めた。1914年の内にミュンターはカンディンスキーとともにボーデン湖畔の町、スイスのマリアハルデに移った。同年11月、バルカン半島を経由してカンディンスキーはロシアへ帰国した。ミュンターはチューリヒに残り、中立国スウェーデンでカンディンスキーに会う準備を始めた。1915年7月、ミュンターはストックホルムに移る。彼女は同地の芸術家たちと盛んに交流した。年末にカンディンスキーと会い、翌1916年初頭にはミュンターの尽力によりストックホルムのグメンソン画廊でカンディンスキーとミュンターの展覧会が何度か開かれている。二人は3月16日まで一緒に過ごしたが、それはカンディンスキーとミュンターの最後の日々となった。1916年3月16日、カンディンスキーはストックホルムを立ち、その後二度とミュンターと会うことはなかった。彼女はなおもカンディンスキーと再会できることに望みを抱き続け、スカンディナビアで彼を待ち続けた。カンディンスキーから何の音沙汰も無いのは、彼がロシア革命の混乱に巻き込まれているためだと信じていた。しかし実際には彼は革命渦中のモスクワで複数の芸術家委員会に所属して活動し、1917年2月に同地で軍士官の娘ニーナ・アンドレーフスカヤと結婚していた。1917年以降、カンディンスキーはミュンターとのほとんどすべての接触を拒んだ。その年の内に、彼女はカンディンスキーが別の女性と結婚したことを知った。これにより、カンディンスキーとミュンターの関係は完全に崩壊した。この別離ののち、ミュンターは絵筆を握ることが少なくなった。

### 後半生(1917-1962)

#### 失意 (1917-1921)
カンディンスキーが去った後もミュンターはストックホルムで様々なグループ展に参加したが、1917年を失意と孤独のうちに過ごした。彼女は1920年までの間、スカンディナビア半島で暮らした。1918年には絵画作品100点を含む過去最大級の個展がコペンハーゲンで開かれるが、孤独感と経済的困窮が常に彼女を追い詰めていた。1920年初頭に彼女はミュンヘンに戻った。この頃、鬱病が彼女の画業を一時的に妨げていた。制作数は非常に少なくなっていたが、ミュンターはケルン、ミュンヘン、ムルナウにかわるがわる住み、ドイツ各地のグループ展に参加した。1920年以降、カンディンスキーとは代理人を通してコンタクトを持つが、それはミュンヘンに残したカンディンスキーの作品の所有権をはっきりさせるためのものだった。作品の大部分をミュンヘンに残したままロシアへ戻ってしまったカンディンスキーは、それを手元に置くミュンターに全作品の返還を迫ったのである。数年に及ぶ法的係争の末いくつかの大作はカンディンスキーのもとに返されたが、他作品の権利はすべてミュンターに帰属することになった。だがこのときミュンターにとって問題だったのは金銭的補償ではなく、むしろ道義的な罪の償いだった。

#### 再出発 (1922-1927)
1922年以降ミュンターは自身の芸術の再出発を志し、芸術家仲間との交流も深めていった。1923年からは再び、自然の中で力強い風景のスケッチを描いた。1925年末には新たな芸術的刺激への期待を胸にベルリンを訪れ、たくさんの芸術家と親交を結び、ベルリン女流芸術家協会の展覧会などに参加した。1927年にはベルリンで開催された「造形芸術分野で制作する女性」展に作品を出品している。またこの年の年末、終生をともに過ごす伴侶ヨハネス・アイヒナーと知り合った。彼は芸術史学者であり哲学者でもあった。
1928年から徐々に、アイヒナーとの関係は深くなっていった。二人はベルリンやミュンヘンの美術館を訪れたり、パリや南仏へ長期旅行に出かけたりした。旅先でミュンターは精力的に制作に取り組んだ。1931年から1933年にかけて、多くの展覧会に出品した。1933年4月には、「ガブリエレ・ミュンター 1908-1933」展がブレーメンのパウラ・モダーゾーン=ベッカー=ハウスで開かれた。

#### 第三帝国の影で(1933-1945)

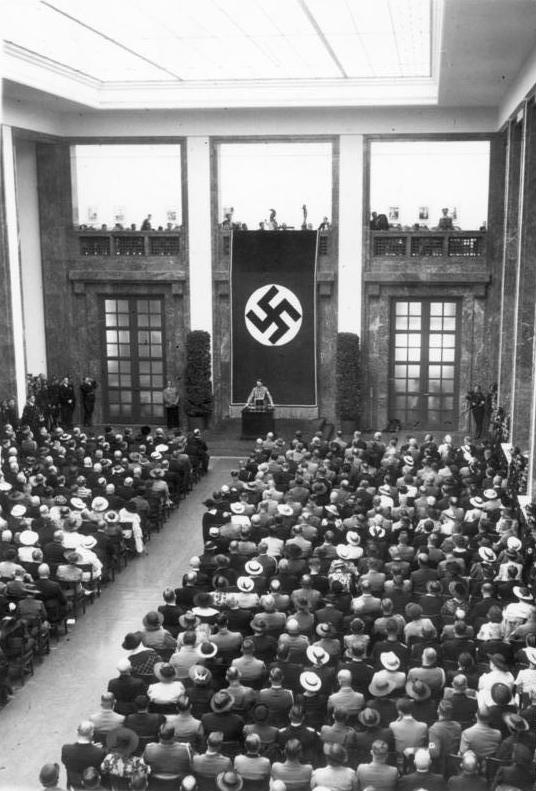
ミュンヘン「ドイツ芸術の家」開館記念式典の様子（1937年撮影）

ナチスが1933年に政権を握ると、現代芸術への政治的弾圧がはじまった。1920年代半ばからドイツ造形芸術家連盟に所属していたミュンターは自動的に帝国造形芸術院の会員に組み込まれた。この時期にオリンピア通りの建設をテーマとする絵画の習作を制作、1936年には「芸術におけるアドルフ・ヒトラーの道」展に出品している。翌1937年、ドイツにおける芸術文化環境がますます厳しくなる中、ミュンヘン芸術協会(de)でミュンターの作品が何点か展示された。これがその後12年間で最も大きな彼女の展覧会となった。同年ミュンヘンで「頽廃芸術展」が開かれ、ミュンターもアイヒナーを伴ってこれを訪れている。戦時中ミュンターはアイヒナーとともにムルナウに籠り、つつましく暮らした。展覧会への出展は禁じられた。ミュンターは花をモティーフにした静物画をおもに描き、それを売ったり食べ物と交換したりした。1944年12月13日、カンディンスキーが亡命先のパリ近郊ヌイイ＝シュル＝セーヌで亡くなった。
第三帝国時代にミュンターは、ムルナウの家の地下室にカンディンスキーの作品を隠して庇護し続けた。

#### 敗戦後(1945-1956)
1949年9月2日、ミュンターはミュンヘンの芸術の家で開かれた青騎士回顧展で代表を務めた。これはドイツの敗戦後最も重要な展覧会事業の一つであった。この展覧会により、青騎士の芸術家たちの作品が長年にわたるいわれなき頽廃芸術の烙印を薙ぎ払って復権を果たした。翌1950年にはアイヒナーが準備した「ガブリエレ・ミュンター:50年の歩み」展がドイツ22都市を巡業、また第25回ヴェネツィア・ビエンナーレには3点のミュンター作品が展示された。その後もいくつもの展覧会でミュンターの作品が公開され、公的コレクションによる購入も進んだ。1955年にはミュンヘンのオットー・シュラングル画廊で「カンディンスキー、マルク、ミュンター:知られざる作品」展が開かれ、注目を集めた。また同年、1905年から1955年までの美術を回顧する「ドクメンタ」第一回展がカッセルで開催され、ミュンターもたくさんの作品を出品した。翌1956年には彼女は、造形芸術分野における州都ミュンヘン功労賞を受賞した。

#### レンバッハハウス(1957-1962)

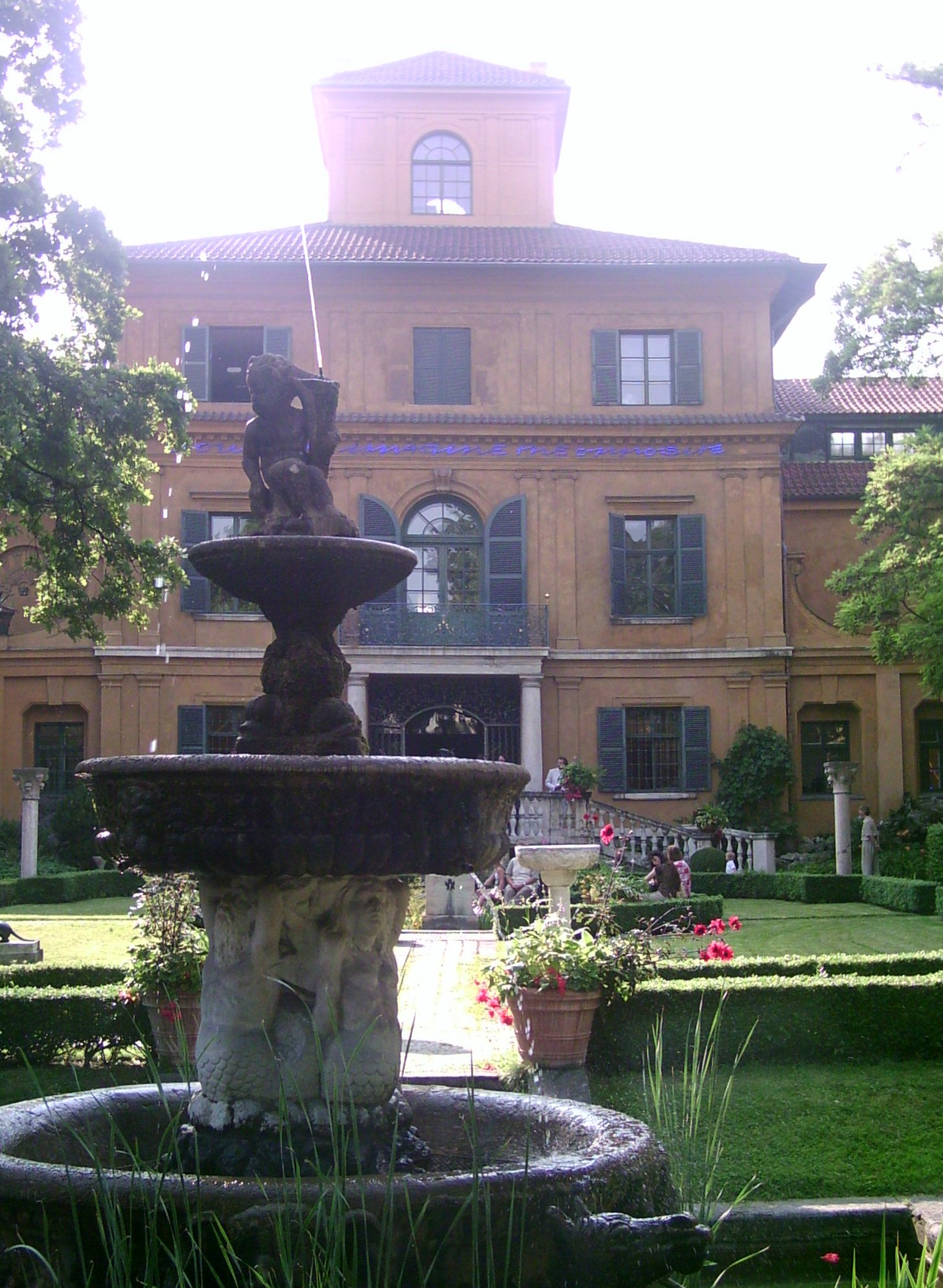
レンバッハハウス美術館

1957年、80歳の誕生日に際して彼女は自身の膨大なコレクションをミュンヘン市に寄贈した。内訳は、自身の作品群、80点以上のカンディンスキーの絵画作品及び他の青騎士芸術家たちの作品であった。この一件によってミュンヘン市立ギャラリーのレンバッハハウスは一夜にして、その名を世界に知らしめる美術館となった。ミュンターを称えて同年、「カンディンスキーとガブリエレ・ミュンター:50年間の作品から」展が開催された。
1958年2月、後半生のよき伴侶であったアイヒナーが他界。以後ミュンターはムルナウで静かに暮らし、紙の小作品のみを制作した。1960年には初めてアメリカ合衆国で彼女の作品が展示された。
1962年5月19日、ムルナウの自宅でミュンターは息を引き取った。遺言により1966年、彼女の芸術作品や手稿、書簡などの遺品はレンバッハハウスに寄付された。またムルナウの「ロシア人の家」は今日では彼女の個人的偉業に対する記念館となっており、そこではカンディンスキーとミュンターが家具や壁に描いたもの、及び彼女たちの民芸品コレクションを見ることができる。

## 芸術的特徴

### 初期（-1907）
美術学校「ファランクス」でカンディンスキーのもとに絵画の勉強を続けたミュンターは、多く彼から影響を受けた。カンディンスキーの反アカデミー的姿勢から、積極的に野外で外光のもとで制作を行った。これは印象派の流れを引くものである。
夏季講習でのミュンターの鉛筆スケッチは、風景をシンプルな輪郭線で捉えており、彼女の才能がうかがわれる。またこの時期木版画の技術も瞬く間に体得し、盛んに制作した。油彩では、ペインティング・ナイフを用いてカンバスに厚めに絵具を置いていく技法でミュンターは描いているが、これはカンディンスキーを通して美術学校の学生たちに広まった後期印象主義の様式であった。ミュンターはこの技法で風景や街並みを描いた。彼女の「つぎはぎのような」マティエール は、一度描かれている対象をばらばらに解きほぐし、ペインティング・ナイフを使って調合された絵具が肌理の細かいレリーフ状のものを新たに作り上げている。またミュンターはくすんだ色調を増やすことで、この技法を洗練させた。

### ミュンヘン新芸術家協会と青騎士の時代（1907-1916）

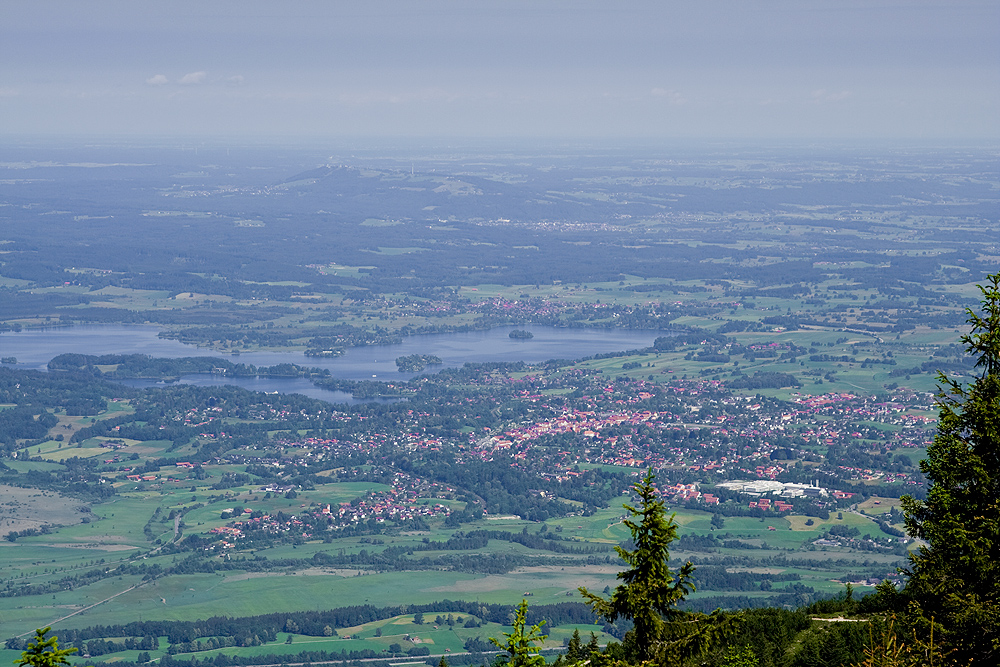
シュタッフェル湖畔の町ムルナウ―ハイムガルテン山頂からの眺望

旅行生活に一区切りをつけてミュンヘンに居を構えたころ、ミュンターは芸術的転機を迎える。夏のムルナウ滞在と集団での制作活動を通してカンディンスキーとミュンターは絵画技法の転換と、模索していたオリジナルな表現手段を見出していった。二人はペインティング・ナイフを画筆に持ち替え、きびきびした筆さばきと力強い色彩で身近な風景を描き始め、しばらくの後には近郊の湿原やバイエルン・アルプスの眺望を描いた。たとえばミュンターの「ムルナウ―ブルクグラーベン通り―」 では、スーラなどに代表される新印象派の点描技法とはほとんど対極を成すと言っていいほど大きな変化を見せている。ミュンターはムルナウで、新しいタイプの平面的で遠近法を超越した画面構成、簡潔でくっきりした暗い輪郭線と細部の単純化によるフォルムの強い規定、そして自然の事物に固有のものと考えられていた色からは完全に解き放たれた鮮烈な色彩といった諸々を獲得した。平面上で黒い輪郭に取り囲まれるように仕切られたモティーフの単純化は、それを獲得したヤウレンスキーが自分なりの考えでムルナウの友人たち、特にミュンターに伝えたものだったが、彼女はそれを自身の色彩表現で止揚した。

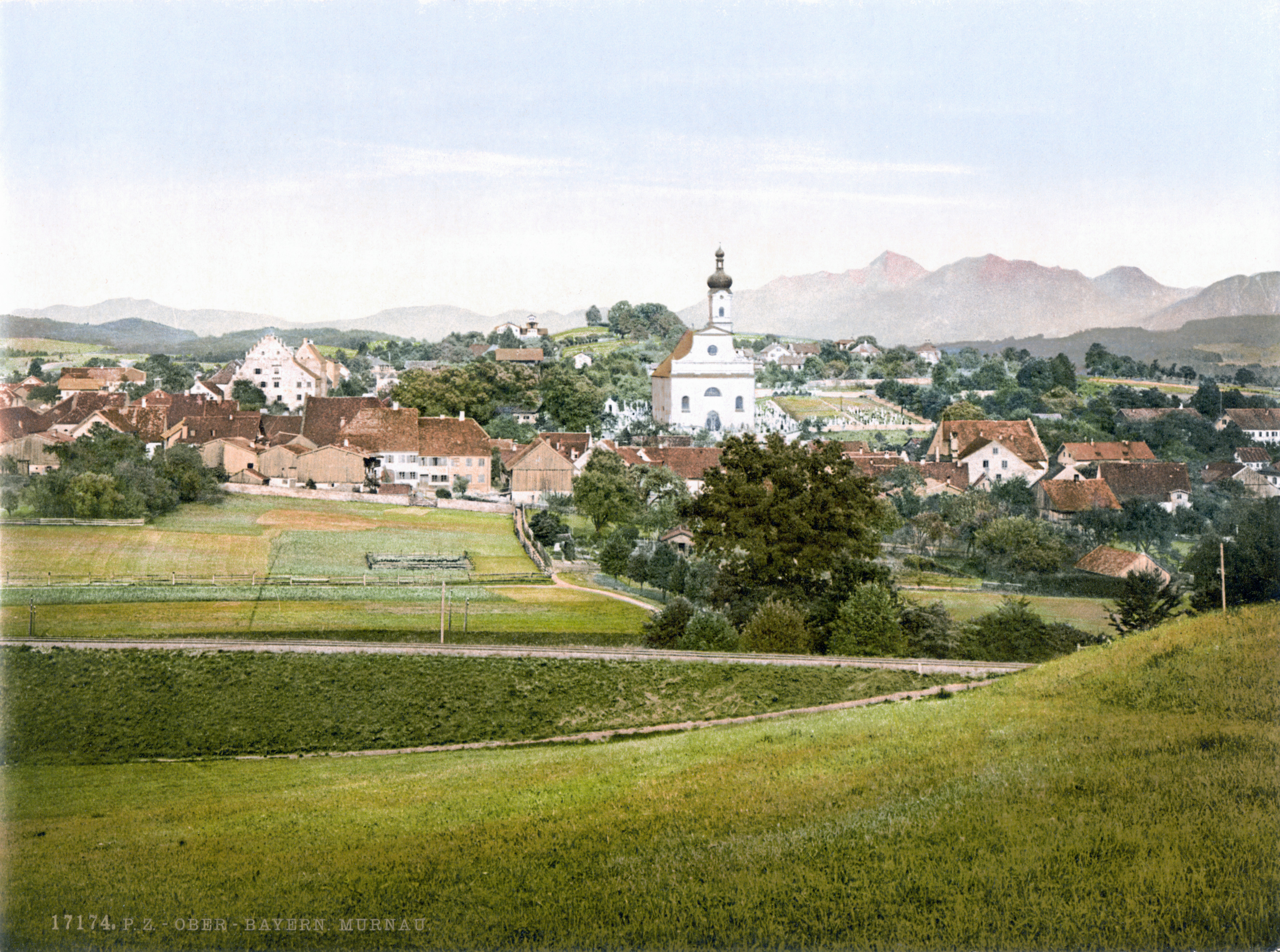
1900年のムルナウの様子

ムルナウではオーバー・バイエルン地方の宗教的な民衆芸術との強烈な出会いもあった。1909 年ごろから見られる二人の絵画の厳格な単純化は、民衆芸術の素朴で簡潔な手法に感化されたものであった。またミュンターは神秘化された宗教的な静物画を会得したが、これはカンディンスキーによって「力強く、複雑で内的な響きを持つ」と大いに賞賛された。1911年に描かれた「聖ゲオルギウスのいる静物」 では、青色を背景に白馬にまたがった聖人が竜に剣を突き立てている。このころ描かれた宗教的な静物画は、ミュンターの画業と「青騎士」の芸術の双方にとって、唯一無二の特徴となっている。カンディンスキーはこの「聖ゲオルギウスのいる静物」を年刊誌『青騎士』の挿絵とし、「強く複雑な内面の響き」と書き添えている。特にムルナウのガラス絵が、こうした宗教的絵画の源泉だった。当時のムルナウではガラス絵職人が伝統的方法で制作を行っていた。反自然的な、輝くばかりの深い色彩や直截な表現は二人に強い影響を与え、自らガラス絵の制作もした。
また二人は民衆芸術のみならず、素朴派やヨーロッパ以外の芸術からのインスピレーションを受けてそれまでの「様式」から脱却を試みたが、これを促したのは1907年から1909年ごろにかけて子供の描いた絵と関わり始めたことだった。子供の絵の極端な単純さが二人の絵画に単純化、とりわけカンディンスキーにおける1910年から1912年頃の絵画の形態の単純化をもたらした 。1910年のミュンターの絵画「まっすぐな道」 で彼女はムルナウとコッヘルをつなぐ街道を描いているが、ここではその当時彼女が制作した作品のいくつかにすでにみられる、対照を抽象化する原則が忠実に遵守されている。その原則とは、決然とした態度で絵画の伝統的な描き方と訣別する、単純さへと到達することであった。
この時期、カンディンスキーの作品にはミュンターとの類似が明らかに表れているが、これはミュンターの方からの影響によるものも大きかった。後年カンディンスキーは自身の芸術へのミュンターからの影響を否定しているが、総じてこの時期の二人は相互に良い影響関係にあったといえる。また「絵画の抽象化」という点においてはカンディンスキーの方が積極的であった。ミュンターも時折彼のこの姿勢に感化され、幾点かの抽象画を描いているが、それらは一から彼女の内面から創造したものではなく、静物画あるいは風景画のモティーフから導き出したものだった。ゆえに彼女の絵画は一生涯、対象たるモティーフから乖離することはなかった。しかしミュンターは非常に迫力ある絵画を描いている。気分の直観的な把握、単純化の才能によって彼女は、モティーフを絵の中に高次な表現として昇華した。ミュンターの絵画の心のこもった表現は特に静物画の神秘的な雰囲気に現われており、この点についてマッケが次のように指摘している。

### カンディンスキーとの別離ののち（1917-）
生涯にわたって画風を変化させ続けたカンディンスキーとは対照的に、ミュンターは青騎士時代以降、自身の芸術を劇的に革新することはなかった。最終的にカンディンスキーは極限までフォルムを単純化した抽象絵画に到達したが、ミュンターは抽象的表現に至りつつも青騎士時代の特徴をよく残していた。

## 作品抄録
- ハルモニウムの前のカンディンスキー，1907
- 傾聴（ヤウレンスキーの肖像），1909，ミュンヘン，レンバッハハウス美術館蔵
- 白い壁のある風景，1910，ハーゲン，カール-エルンスト-オストハウス美術館蔵
- オレンジのある静物，1910，アウクスブルク，ヴァルター美術館蔵
- 積み車のモミ殻，1911，ミュンヘン，レンバッハハウス美術館蔵
- 実りの風景，1911，ヴッパータル，フォン・デア・ハイト美術館蔵
- 黒い仮面とバラ，1912，ニューヨーク，Hutton ギャラリー蔵
- 子どもとボール，1916，ワシントンD.C.，国立女流美術館蔵
- シュタッフェル湖の秋，1923，ワシントンD.C.，国立女流美術館蔵
- 小鳥たちの朝食，1934，ワシントンD.C.，国立女流美術館蔵
- ムルナウのオリンピア通り，1936，ムルナウ，シュロス=ムゼウム=ムルナウ蔵

## 評価
ミュンターは様々な観点から語られる。すなわちドイツ表現主義の画家として、カンディンスキーと相互に影響し合ったパートナーとして、当時の進歩的女流芸術家として、そしてナチスの狂気からたくさんの作品を守った芸術家としてである。

### 表現主義とミュンター
はじめドイツ表現主義に対して、フォーヴィスムの劣化コピーに過ぎないとの論調があった。なかんずくフランス国内ではほとんど黙殺されていた。その後、ドイツ現代芸術はナチスの一方的な芸術政策によって致命的な打撃を受け、多数の芸術家がドイツ国外に亡命しドイツ表現主義に対する正当な評価もなされなかった。第二次世界大戦後は芸術界がそれまでのパリ一元的な風潮から変化し、ニューヨークが芸術の一大中心となったこともあって、積極的にアメリカからドイツ表現主義の再評価がなされた。とりわけ、青騎士をはじめとする20世紀初頭ミュンヘンでの芸術運動が近代絵画への突破口を開いたと言われる。ミュンターももちろん、その重要な一翼を担っていた。

ミュンターは単純化されたフォルムと色彩で対象を抽象化しているが、完全な抽象絵画へ移行することはなかった。芸術の前衛という点においては、その後抽象絵画へと進んで行ったカンディンスキーの方が進歩的であったといえる。だがこのことは、決してミュンターの到達点の低さを示すものではない。彼女は1911年の日記の中で、「モティーフの内面にあるものを感じ、モティーフの本質を抽象化して表現できるまでに躍進することができた」と語り、同時に、このきっかけとなったのはフランスの総合主義であったと自己分析している。ミュンターにとっての抽象化とは、モティーフが持つ形と自分自身の持つイメージとを総合させることであり、そこに彼女の芸術のオリジナリティがあったといえる。表現主義の展開は、青騎士の芸術家たちと相互に影響し合ったミュンターなしにはあり得なかったのである。

### 女流画家ミュンター
ミュンターの時代、女性に対しては公立アカデミーや官展はまだ門戸を閉ざしていた。しかし市民社会が興隆した18世紀から19世紀、ブルジョワ階級を中心に子女に対する教育熱が高まる中、娘にも文化的教養を持たせようとし始めて以来、芸術に興味を持つ女性も増え、女性のための芸術教育機関も増えていた。青年期のミュンターが生きた20世紀の初頭には、女流芸術家も稀ではなくなっていた。元来、女流芸術家にとってその活動は、旧社会の因習を打ち破るというニュアンスが少なからずあったが、とりわけ表現主義の時代には、多くの女流画家がニーチェやイプセンの新しい人間観・女性観に影響を受け、伝統やブルジョワジーのモラルが規定してきた「女性らしさ」から脱却した新たな価値観を求め、社会のアヴァンギャルドとしての自覚をいっそう強めていた。
こうした背景の中ミュンターは、デュッセルドルフやミュンヘンの女子芸術学校に満足せず、「ファランクス」の芸術学校の門を叩きただ一人の女生徒として入学し、カンディンスキーと大胆に恋愛した。しかし芸術面での彼女は、そうした旺盛な向上心や大きな恋愛とは好対照に、「傾聴」や「黙想」といった作品タイトルにも示されるように内面的で思索的であった。このことは、同じ青騎士仲間の女流画家ヴェレフキンが「来たるべき芸術とは、感情を揺り動かす芸術だ」と語って画面に直接的に自己を表現しようとしていた点と比較される。

### 美術作品の庇護者
また、彼女が国家社会主義時代にカンディンスキーらの貴重な作品群を守ったことは、人類にとって大きな幸いであった。カンディンスキーとの作品所有権の帰属をめぐる激しい法律的係争の間、彼の多数の作品の大部分は、ミュンヘンの運送会社に留め置かれたままになり、そのための費用を何年もの間ミュンターが負担した。1930年代、ナチスによる現代芸術糾弾が激しくなると、ミュンターはその貴重な絵画コレクションをムルナウまで運び、自宅の地下貯蔵庫に隠匿した。経済的困窮にも耐え、カンディンスキーの諸作品と青騎士の仲間たちによる絵画の大コレクションを、ナチスの弾圧と第二次世界大戦の戦禍から守り通した。ひとえに彼女の芸術を守らんとする不屈の意志の結果、現在も彼らの作品を鑑賞することができるのである。

## 顕彰
1956年、造形芸術分野における州都ミュンヘン功労賞を受賞。また、ボン女流美術館は彼女の名を冠したガブリエレ・ミュンター賞を、絵画芸術分野において女流芸術家に贈っている。

## 放送劇
ウーテ・ミングスによる「カンディンスキー、ミュンター、ヤウレンスキー、ヴェレフキンとその仲間、ミュンヘン新芸術家協会(1909-1912)」（バイエルン第2ラジオ放送，2009）がある。